# Work of Art
Work of Art es un sencillo promocional de la banda sonora Sonny With a Chance, interpretado por Demi Lovato. Fue lanzado en YouTube el 1 de octubre de 2010. La canción fue escrita por Adam Anders, Nikki Hassman y Pam Sheyne.

## Video musical
Es mostrado dentro del episodio especial de Halloween el 17 de octubre de 2010. Aparece un vampiro presentando la canción y agitando sus alas, Sonny (Demi Lovato) aparece cantando la canción con su grupo de música en el escenario de So Random! (el mismo en el que Sunny (Demi Lovato) cantó sus otras canciones).